# أليجرو غراندي
أليجرو غراندي (بالإيطالية: Allegro Grandi) (و. 1907 – 1973 م) هو راكب دراجة هوائية من إيطاليا، وفنزويلا، ولد في سان بييترو في كاسالي، شارك في الألعاب الأولمبية الصيفية 1928، توفي في كاراكاس، عن عمر يناهز 66 عاماً.

## سباقات أو مراحل فاز بها
| التاريخ        | السباق                                                                  | المركز                  |
| -------------- | ----------------------------------------------------------------------- | ----------------------- |
| 07 أغسطس 1927  | 1927 Giro della Romagna                                                 | الفائز في التصنيف العام |
| 04 سبتمبر 1927 | طواف إيميليا 1927                                                       | المركز الثالث           |
| 07 سبتمبر 1927 | كوبا بيرنوشي 1927                                                       | المركز الثاني           |
| 30 سبتمبر 1928 | 1928 Coppa Placci                                                       | المركز الثاني           |
| 03 نوفمبر 1928 | طواف لومبارديا 1928                                                     | المركز الثاني           |
| 01 يناير 1929  | طواف فيرزين 1929                                                        | المركز الثالث           |
| 01 يناير 1929  | Milan-Modène 1929                                                       | المركز الثالث           |
| 06 سبتمبر 1929 | 1929 طواف إيميليا                                                       | الفائز في التصنيف العام |
| 10 سبتمبر 1929 | كوبا بيرنوشي 1929                                                       | الفائز في التصنيف العام |
| 01 يناير 1930  | بطولة العالم لسباق الدراجات على الطريق 1930 – سباق الطريق الفردي للرجال | الخامس في التصنيف العام |
| 08 يونيو 1930  | طواف إيطاليا 1930                                                       | المركز الثالث           |

## روابط خارجية
- أليجرو غراندي على موقع أرشيف الدراجات (الإنجليزية)
- أليجرو غراندي على موقع إحصائيات الدراجات الإحترافية (الإنجليزية)
- أليجرو غراندي على موقع CycleBase (الإنجليزية)
- أليجرو غراندي على موقع اللجنة الأولمبية الدولية (الإنجليزية)
- أليجرو غراندي على موقع أوليمبيديا (الإنجليزية)